# Natalija Dovhodko
Natalija Dovhodko (Kiev, 7 februari 1991) is een Oekraïens roeister. Dovhodko werd in 2012 olympisch kampioen in de dubbel-vier. Na afloop van de spelen stapte Dovhodko over naar de skiff en behaalde hierin geen noemenswaardige resultaten. Op het olympisch kwalificatietoernooi in 2016 kon Dovhodko zich niet plaatsen voor de spelen.

## Resultaten
- Olympische Zomerspelen 2012 in Londen  in de dubbel-vier
- Wereldkampioenschappen roeien 2013 in Chungju 9e in de skiff
- Wereldkampioenschappen roeien 2014 in Amsterdam D-Finale in de skiff
- Wereldkampioenschappen roeien 2015 in Aiguebelette-le-Lac 17e in de skiff

1988: Kerstin Förster & Kristina Mundt & Beate Schramm & Jana Sorgers ·
1992: Sybille Schmidt  &  Birgit Peter  & Kerstin Müller & Kristina Mundt·
1996: Katrin Rutschow & Jana Sorgers & Kerstin Köppen & Kathrin Boron·
2000: Manja Kowalski & Meike Evers & Manuela Lutze  & Kerstin Kowalski ·
2004: Kathrin Boron & Meike Evers & Manuela Lutze & Kerstin Kowalski ·
2008: Tang Bin & Xi Aihua & Jin Ziwei & Zhang Yangyang ·
2012: Kateryna Tarasenko & Natalija Dovhodko & Anastasija Kozjenkova & Jana Dementjeva·
2016: Annekatrin Thiele, Carina Bär, Julia Lier, Lisa Schmidla ·
2020: Chen Yunxia & Zhang Ling & Lü Yang & Cui Xiaotong ·
2024: Lauren Henry & Hannah Scott & Lola Anderson & Georgina Brayshaw